# 500
500 (D) fue un año bisiesto comenzado en sábado del calendario juliano, en vigor en aquella fecha. 
En el Imperio romano, el año fue nombrado el del consulado de Patricio e Hipacio, o menos comúnmente, como el 1253 Ab urbe condita, adquiriendo su denominación como 500 al establecerse el anno Domini por el 525.
Es el año 500 de la era común, del anno Domini y del primer milenio, el centésimo y último año del siglo V y el primer año de la década de 500.

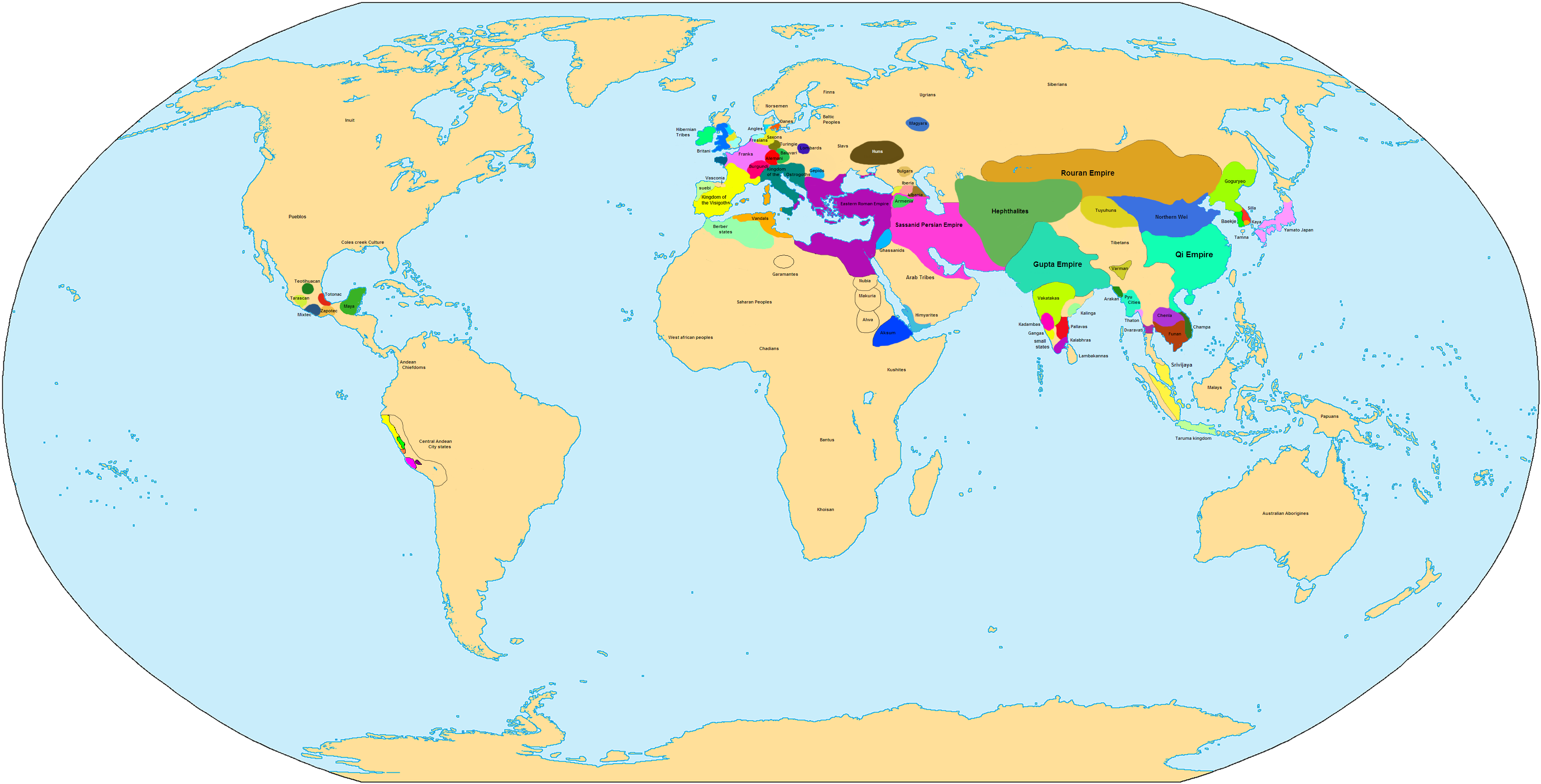
Mapa del mundo en el año 500.

## Acontecimientos
- En las islas británicas los romanos y los celtas libran la batalla del monte Badon contra los anglosajones del norte. Posiblemente esta batalla influyó en la leyenda del rey Arturo.
- Se funda el reino franco.
- En la región de Escania (en el sur de Suecia) se construye las monumentales Piedras de Ale. Bajo el monumento se encuentra enterrado el legendario rey Ale el Fuerte.
- En Roma en estos años se dejan de construir catacumbas.
- En el norte de África, Trasamundo (450-523), rey de los vándalos, se casa con Amalafrida (hermana viuda de Teodorico el Grande), quien trae consigo una gran dote y una fuerza de élite de 5000 soldados góticos.[1]
- En la actual Guatemala se funda la ciudad maya de Tikal.
- En la península de Yucatán (México) se funda la ciudad maya de Uxmal.
- En la actual Panamá erupciona el volcán Barú (el más alto de Centroamérica).
- En el antiguo Perú se siguen expandiendo varias culturas.
- Se desarrolla la fase Herrera en la Sabana de Bogotá, Colombia. En Zipaquirá se desarrolla la explotación de minas de sal.[2]

## Nacimientos
- Arnegonda, esposa de Clotario I y madre de Chilperico I (f. 573-590).
- Flavio Belisario, el más famoso general bizantino (f. 565).
- Bhava-Viveka, religioso y escritor budista indio.
- Clotilde, hermana de Clodoveo I (f. 531).
- David, obispo galés.
- Marculfo, abad y santo francés (f. 588).
- Procopio de Cesarea, historiador bizantino.
- Teodeberto I, rey merovingio de Austrasia que vivía en Reims (f. 548).
- Teodora, emperatriz bizantina, esposa de Justiniano I (f. 548).
- Triboniano, jurista bizantino (f. 547).
- Xie He, escritor chino, uno de los primeros historiadores del arte y críticos de arte.

## Fallecimientos
- Zu Chongzhi, matemático y astrónomo chino.